# Lebinthus villemantae
Lebinthus villemantae är en insektsart som beskrevs av Robillard 2010. Lebinthus villemantae ingår i släktet Lebinthus och familjen syrsor. Inga underarter finns listade i Catalogue of Life.